# Stenoporpia lita
Stenoporpia lita là một loài bướm đêm trong họ Geometridae.